# انتخابات البرلمان الأوروبي 1979
أجريت انتخابات البرلمان الأوروبي عام 1979 في جميع الدول التسع الأعضاء في الجماعة الأوروبية حينها. كما كانت أول انتخابات أوروبية يتم إجراؤها بشكل يسمح للمواطنين بانتخاب أعضاء البرلمان الأوروبي البالغ عددهم 410 أعضاء، وهي أول انتخابات دولية في التاريخ.
تم تخصيص المقاعد البرلمان على الدول حسب عدد السكان، وفي بعض الحالات تم تقسيم الدولة إلى دوائر انتخابية، لكن الأعضاء يتوزعون في المجلس حسب المجموعات السياسية، وليس حسب انتماءاتهم الوطنية.